# Dounash ibn Tamim
Ne doit pas être confondu avec Dounash ben Labrat.
Dounash ibn Tamim (hébreu : דונש אבן תמים, arabe : أبو سهل Abou Sahl) est un médecin de cour et érudit juif du Xe siècle.
Pionnier de la philologie hébraïque et de l'étude scientifique parmi les Juifs arabophones d'Afrique du Nord, astronome réputé, c'est l'une des figures les plus illustres de l'ancienne communauté juive de Kairouan. 

## Éléments biographiques
Son nom de famille serait, selon une déclaration isolée de Moïse ibn Ezra, Al-Shafalgi, indiquant peut-être son lieu de naissance (inconnu). Abraham ibn Ezra substitue Adonim à Dounash, suggérant que ce nom est une forme nord-africaine du latin dominus, plutôt que de l'arabe dhu nas (seigneur de l'humanité), à propos duquel rien ne démontre qu'il était utilisé comme nom propre.

En revanche, l'hypothèse d'Abraham ibn Ezra, qui fait de Dounash ibn Tamim un Juif babylonien, semble beaucoup moins plausible que l'opinion de Moïse ibn Ezra, selon lequel il est « natif de Kairouan ». Abraham ibn Ezra a peut-être voulu indiquer que la famille d'Ibn Tamim venait de Babylone, mais il est possible qu'il ait simplement rapporté l'appellation « Babylonien » de Dounash ibn Labraṭ sur Dounash ibn Tamim. 
Comme Isaac Israeli, Dounash ibn Tamim était médecin à la cour des califes fatimides de Kairouan.

Les quelques détails additionnels sur sa vie et ses activités sont contenus dans le commentaire sur le Sefer Yetsirah. Dans ce commentaire, écrit en 955 ou 956, Dounash mentionne Saadia Gaon, indiquant qu'il n'est plus en vie, et fait référence à la correspondance qui s'est tenue entre Saadia et son maître Isaac Israeli ben Salomon, avant que Saadia ne soit nommé au gaonat en Babylonie, et par conséquent avant 928. Comme Dounash ibn Tamim écrit avoir été âgé d'environ vingt ans lors de cette correspondance, il serait né vers le début du Xe siècle. Contemporain plus jeune de Saadia, il a certainement été influencé par ses travaux, notamment les premiers paradigmes de la grammaire hébraïque.

Par ailleurs, une phrase de son commentaire (« Nous avons obtenu ce principe des Danites, qui sont venus à nous de la terre d'Israël ») semble indiquer que Dounash a connu Eldad ha-Dani, lors du passage de celui-ci à Kairouan.

## Œuvres

### Linguistique hébraïque
Dounash ibn Tamim est l'un des premiers représentants de la philologie comparée entre hébreu et arabe. Dans la préface de son « Moznayim, » Abraham ibn Ezra le mentionne entre Saadia Gaon et Juda ibn Ḳuraish, parlant de lui comme auteur d'un livre « composé d'hébreu et d'arabe. »
Moïse ibn Ezra dit qu'Ibn Tamim compare les deux langues selon leurs parentés lexicographiques, et non grammaticales, et qu'il est en ce domaine moins doué qu'Isaac Ibn Barun, un lexicographe hébraïque du XIIe siècle. Ibn Barun lui-même critique certains détails du livre de Dounash. 
Dans son commentaire du Sefer Yetsirah, Ibn Tamim mentionne un ouvrage qu'il a apparemment déjà entamé, dans lequel il déclare que l'hébreu est la langue originelle de l'humanité, et est par conséquent plus ancien que l'arabe. Ce livre, qui ne nous est pas connu, devrait montrer la relation entre les deux langues, et démontrer que tout mot pur en arabe se retrouve en hébreu ; que, par conséquent, l'hébreu est un arabe purifié et que les noms de certaines choses sont identiques dans les deux langues. Ce livre était peut-être connu d'Abraham ibn Ezra, qui indique dans l'un de ses commentaires, que Dounash ibn Tamim pensait pouvoir reconnaître la forme diminutive de noms arabes dans plusieurs formations de nom de l’hébreu biblique comme dans II Sam. 13:20.

### Commentaire sur leSefer Yetsirah
L'original arabe du commentaire de Dounash ibn Tamim sur le Sefer Yetsirah n'existe plus. Diverses traductions existent en hébreu à l'état manuscrit, chacune présentant des différences importantes par rapport aux autres, et contiennent diverses attributions à différents auteurs : dans plusieurs de ces manuscrits, Ibn Tamim est expressément référé comme le seul auteur, tandis que dans d'autres, il l'est en association avec Isaac Israeli, et dans d'autres encore, l'auteur cité est Jacob ben Nissim ibn Shahin, celui ayant vécu à Kairouan à la fin du Xe siècle.
Il semble qu'Isaac Israeli, mentionné ailleurs comme commentateur du Sefer Yetsirah, y ait pris part, bien que la majorité des notes dans le commentaire lui-même justifient l'assertion qu'Ibn Tamim en soit l'auteur. Il doit donc s'être servi du commentaire de son maître comme base pour son propre travail, tandis que la touche finale aurait été donnée par Jacob ben Nissim. Une édition courte du commentaire a été éditée par Manasseh Grossberg à Londres en 1902.

### Astronomie
Dounash a réalisé deux traités d'astronomie.
Le premier a été rédigé à la demande du calife Isma'il ibn al-Ḳa'im al-Manṣur. Dans la seconde partie de ce traité, Dounash démontre les points faibles de l'astrologie.
Le second ouvrage est une commande de l'homme d'État et mécène juif andalou Hasdaï ibn Shaprut. Ce livre consistait en trois parties : 
- la nature des sphères ;
- les calculs astronomiques ;
- la course des étoiles.

### Médecine
Dounash est enfin l'auteur de plusieurs traités médicaux, dont l'un est cité par l'auteur arabe Ibn Baitar, dans son ouvrage sur les simples : Ibn Tamim dit qu'« il y a des roses jaunes et, en Irak, m'informe-t-on, des roses noires. La plus belle rose est la persane, dont on dit qu'elle ne s'ouvre jamais ».
Les travaux d'Ibn Tamim sont souvent cités par les auteurs musulmans, ce qui est probablement à l'origine d'une déclaration erronée de Saadia ibn Danan (fin du XVe siècle), selon laquelle les musulmans pensent qu'Ibn Tamim s'était converti à l'islam.